# Voyages en Italie
Pour plus de détails, voir Fiche technique et Distribution.
Voyages en Italie est une comédie française réalisée par Sophie Letourneur, sortie en 2023.

## Résumé
Un couple, Jean-Philippe (joué par Philippe Katerine) et Sophie (jouée par la réalisatrice elle-même, Sophie Letourneur) veut s'échapper de son train-train quotidien, et décide de s'offir un voyage de quatre jours sans leur enfant, en Sicile, après avoir visualisé une vidéo publicitaire, un voyage de « tourisme romantique de masse » et d'itinéraires fléchés. Les scènes s'enchaînent « glissant de brouilles en rabibochages, comme deux solistes emmêlés dans une partition commune ». Puis de retour au domicile parisien, ce même couple fait le récit de ce voyage, enregistré sur un dictaphone,.

## Fiche technique
Sauf indication contraire, les informations mentionnées dans cette section peuvent être confirmées par les bases de données cinématographiques IMDb et Allociné,  présentes dans la section « Liens externes ».
- Titre original : Voyages en Italie
- Réalisation : Sophie Letourneur
- Scénario : Sophie Letourneur et Laetitia Goffi
- Son : Charlotte Comte
- Photographie : Jonathan Ricquebourg
- Montage : Thomas Glaser, Laetitia Goffi et Sophie Letourneur
- Consultant : Michel Klochendler
- Montage Son : Michel Klochendler
- Production : Camille Gentet
  - Coproducteur : Olivier Père
- Budget : 1 297 000 $
- Sociétés de production : Arte France Cinéma, Ecce Films et Tourne Films
- Sociétés de distribution : Météore Films
- Pays de production :  France
- Langue originale : français
- Format : couleur — 2,35:1
- Genre : Comédie
- Durée : 91 minutes
- Dates de sortie :
  - Pays-Bas : 28 janvier 2023 (Rotterdam)
  - France : 29 mars 2023

## Distribution
Comme indiqué dans les différents comptes rendus du film, :
- Philippe Katerine : Jean-Philippe, dit Jean-Fi
- Sophie Letourneur : Sophie
- Guillemette Coutellier : Guigui
- Philippe Letourneur : le frère en Bretagne

### Accueil critique
En France, le site Allociné propose une moyenne de 3,4⁄5 des différentes critiques de presse .
Selon le critique Mathieu Macheret du journal Le Monde, le film constitue « une radiographie du couple hétéro, cette drôle de machine dysfonctionnelle qui dépense une énergie folle à tourner en rond, comme un canard sans tête ». Pour ce critique, c'est « une relecture débraillée et réussie du film de Roberto Rossellini réalisé en 1954. ».